# Chimarrogale
Chimarrogale és un gènere de musaranyes de la família dels sorícids.

## Descripció

### Dimensions
El gènere Chimarrogale inclou musaranyes de petites dimensions, amb la llargada del cap i del cos entre 80 i 135 mm, la llargada de la cua entre 60 i 126 mm i un pes de fins a 43 g.

### Característiques cranials i dentals
El crani presenta un neurocrani ample i aplanat. La tercera molar superior és bastant petita. Són presents tres dents superiors unicuspidats.
Els animals d'aquest grup es caracteritzen per la següent fórmula dental:
{\displaystyle {\tfrac {3.1.1.3.3.1.1.3}{3.1.1.1.1.1.1.3}}}

### Aspecte
El pelatge és fi, espès, tou i resistent a l'aigua. Les parts dorsals varien entre el gris pissarra i el negrós. Especialment a l'esquena, hi ha pèls més llargs argentats, mentre que les parts ventrals són blanques o de color gris clar. El musell és llarg, puntat i amb zones inflades als costats, d'on sorgeixen les vibrisses, i els ulls són petits. Les orelles són petites, queden amagades al pelatge i tenen una vàlvula antitragal que tanca el conducte auditiu durant les immersions. La cua és aproximadament igual de llarga que el cap i el cos, és fosca a la part de sobre i més clara a la part de sota, i té una cobertura de pèls espessa. Els peus estan ben desenvolupats i una franja de pèls eriçats i plans s'estén a banda i banda de les potes fins als dits. Les femelles tenen tres parells de mamelles inguinals.

## Distribució
El gènere es distribueix des de l'Índia septentrional fins a la Xina central i meridional, Taiwan, el Japó, Indoxina i les illes indonèsies de Sumatra i Borneo.

## Taxonomia
El gènere comprèn sis espècies.
- Chimarrogale hantu
- Chimarrogale himalayica
- Chimarrogale phaeura
- Chimarrogale platycephalus
- Chimarrogale styani
- Chimarrogale sumatrana